# David XI van Kartli
Sommige hedendaagse Georgische bronnen verwijzen naar hem als David XI (Georgisch: დავით XI), Daud Khan (gestorven ca. 1579), uit het huis Bagrationi, was marionet heerser van het koninkrijk Kartlië die zich bekeerde tot de islam en aangewezen werd door de Perzische sjah Tahmasp I van 1562 (effectief 1569) tot 1578.
David was een broer van koning Simon I, die bezig was aan een langdurige bevrijdingsoorlog tegen de Safaviden en het Ottomaanse Rijk. David reisde af naar Qazvin oor Tahmasp en bekeerde zich daar tot de islam en werd vanaf dan Daud Khan. De sjah benoemde hem tot Koning van Kartli en zond hem met een Perzische leger om de troon te bestijgen. Met hulp van de Perzische leger en paar trouwe edelen kon hij zijn functie bekleden in Georgische hoofdstad Tbilisi en Kvemo Kartli, terwijl de rest van het koninkrijk trouw bleef aan Simon. In 1578 kwam er een einde aan de vrede tussen de Ottomanen en de Perzen waardoor het Turkse leger onder bevel van Lala Mustafa Pasha een groot deel van Georgië overstak en Daud Khan verdreef, die zijn citadel in Tbilisi verbrandde en onderdak zocht in Lori. De sjah bevrijdde Simon om hem te laten vechten tegen de Ottomanen en herstelde hem als Koning van Kartli. Als vergelding van deze beslissing gaf Daud Khan de controle van Lori over aan de Turken en vluchtte naar Istanboel.

## Huwelijk en kinderen
Hij was getrouwd met een prinses van Tarki met wie hij drie kinderen had:
- Bagrat VII van Kartli
- Rostom van Kartli
- Een dochter die trouwde met een Georgisch prins Teimuraz